# Неа Амфиполи
Неа Амфиполи (на гръцки: Νέα Αμφίπολη, до 1965 Άγιος Νικόλαος, Агиос Николаос) е село в Република Гърция, намиращо се в дем Амфиполи, област Централна Македония. Има 38 жители (2011).

## География
Селото е разположено на височина 17 m, на източния бряг на Струма на 19 km югозападно от Радолиово (Родоливос), на 57 km югоизточто от Сяр (Серес) и на 60 km от Кавала. На 1 km на север са развалините на античния град Амфиполис, а на 1 km на юг - делтата на Струма в Струмския залив.

## История
Старото име на селото е Агиос Николаос (Άγιος Νικόλαος) и по този начин официално се споменава за първи път през 1961 година в тогавашната община Амфиполи. През 1965 г. е преименуван на Неа Амфиполи (в превод Нов Амфиполис). Според преброяването от 2001 година населението му е 94, а според това от 2011 година - 38 жители.